# Astragalus bazmanicus
Astragalus bazmanicus är en ärtväxtart som beskrevs av Dieter Podlech. Astragalus bazmanicus ingår i släktet vedlar, och familjen ärtväxter. Inga underarter finns listade i Catalogue of Life.